# Equació de Hill
|  | Aquest article tracta sobre una equació diferencial ordinària. Si cerqueu una equació utilitzada a bioquímica, vegeu «Equació de Hill (bioquímica)». |

En matemàtiques, l'equació de Hill o equació diferencial de Hill és l'equació diferencial ordinària lineal de segon ordre:
{\displaystyle {\frac {d^{2}y}{dt^{2}}}+f(t)y=0,}
on {\displaystyle f(t)} és una funció periòdica per període mínim {\displaystyle \pi }. Per això, diem que per a tots {\displaystyle t}
{\displaystyle f(t+\pi )=f(t),}
i si {\displaystyle p} és un nombre dins de l'interval {\displaystyle 0<p<\pi }, llavors hi ha almenys un interval real {\displaystyle I} de tal manera que {\displaystyle f(t+p)\neq f(t)} per a {\displaystyle t\in I}.
El seu nom prové de George William Hill, que la va introduir el 1886.
Sempre es pot tornar a escriure {\displaystyle t} de manera que el període de {\displaystyle f(t)} és igual a {\displaystyle \pi }; llavors l'equació de Hill es pot reescriure utilitzant la sèrie de Fourier de {\displaystyle f(t)}:
{\displaystyle {\frac {d^{2}y}{dt^{2}}}+\left(\theta _{0}+2\sum _{n=1}^{\infty }\theta _{n}\cos(2nt)+\sum _{m=1}^{\infty }\phi _{m}\sin(2mt)\right)y=0.}
Alguns casos especials importants de l'equació de Hill inclouen l'equació de Mathieu (en la qual només els termes corresponents a {\displaystyle n=0,1} són inclosos) i l'equació de Meissner.
L'equació de Hill és un exemple important en la comprensió de les equacions diferencials periòdiques. Segons la forma exacta de {\displaystyle f(t)}, les solucions poden mantenir-se limitades per tots els temps, o l'amplitud de les oscil·lacions en solucions pot créixer de manera exponencial. La forma precisa de les solucions de l'equació de Hill es descriu per la teoria de Floquet. Les solucions també es poden escriure en termes de determinants de Hill.
A part de la seva aplicació original a l'estabilitat lunar, l'equació de Hill apareix en molts paràmetres incloent la modelització d'un espectròmetre de masses quadrupolar, com a equació de Schrödinger unidimensional d'un electró en un cristall, òptica quàntica de sistemes de dos nivells, i en física dels acceleradors.